# Soco-inglês

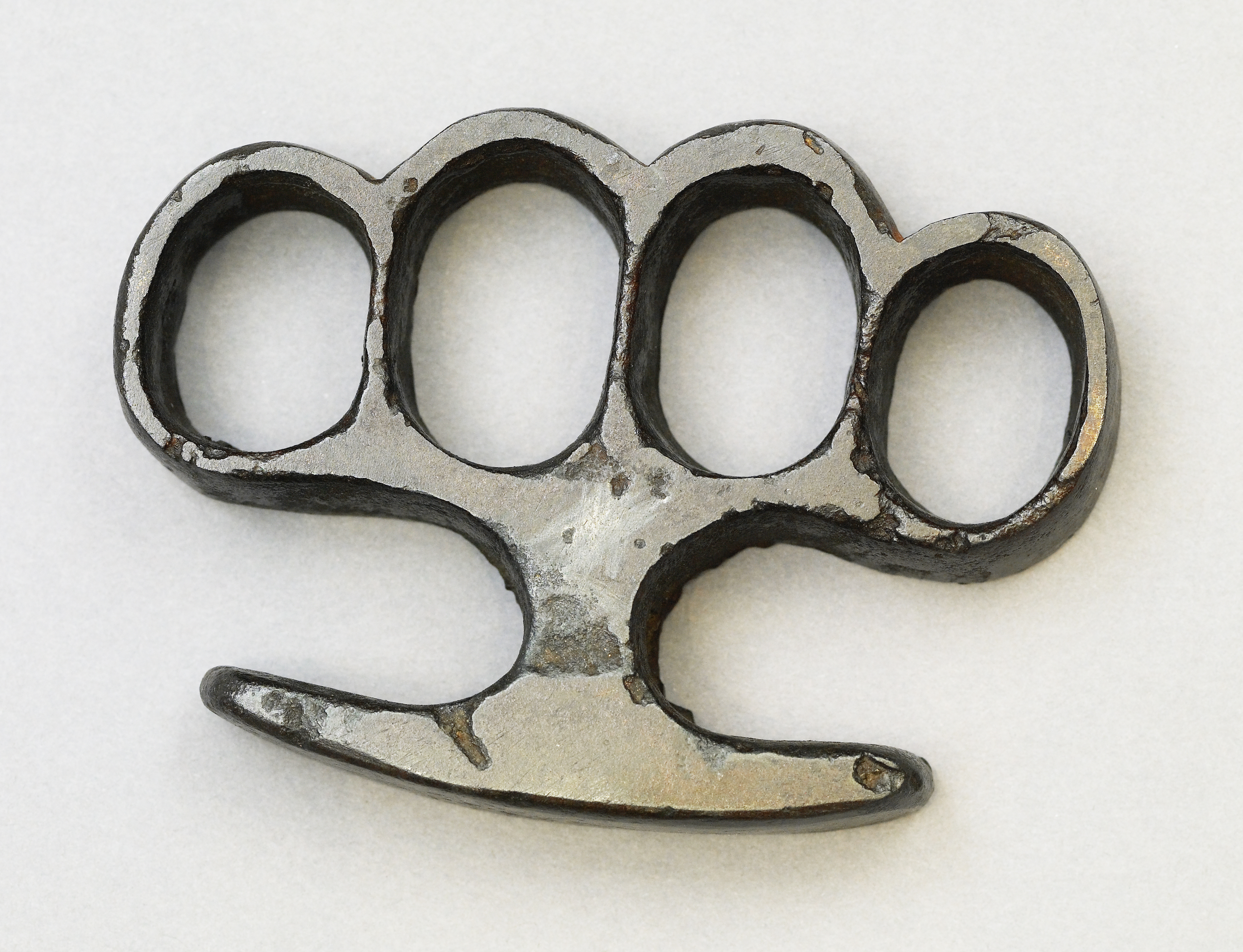
Modelo de soco-inglês

O soco-inglês ou soqueira é uma arma branca utilizada em combates corpo-a-corpo, com quatro orifícios para se encaixar aos dedos como anéis. Ela permite causar danos e ferimentos mais graves à vítima atingida por um soco.
Foi criado na Inglaterra e costuma ser feito de latão, alumínio, aço, ferro ou bronze, mas também pode ser encontrado em chumbo, principalmente quando feita artesanalmente, devido ao fato de que este é um metal fácil de se modelar. Existem muitos modelos diferentes, estilizados com marcas famosas, símbolos, nomes de gangues, com pontas pontiagudas ou até amolados, causando cortes à vítima. Por isto, muitas pessoas os colecionam, e há uma grande variedade de preços que vão de acordo com o material utilizado, formato, tamanho, etc.
Sempre foi uma arma muito utilizada por criminosos e com o passar do tempo, se popularizou entre gangues devido ao fato de poder causar graves ferimentos, e ainda assim ser compacto, versátil e relativamente simples de ocultar, só sendo localizado com uma revista mais detalhada. Esta popularização entre as gangues se deu no decorrer dos anos 70 e 80, e se tornou especialmente popular entre grupos como punks e skinheads a ponto de se tornar até símbolo relacionado a eles.